# Please Sir!
Please Sir! is een Britse komedieserie die van 1968 tot 1972 door ITV werd uitgezonden. De serie werd in Nederland uitgezonden door de NCRV.

## Verhaal
Bernard Hedges is net afgestudeerd aan de lerarenopleiding en maakt zijn opwachting bij Fenn Street school. Aldaar krijgt hij klas 5C onder zijn hoede. Hij maakt kennis met de opstandige Eric Duffy, de knappe charmeur Peter Craven, de wat achtergebleven, lieve Dennis Dunstable, het verwende moederskindje Frankie Abbott, de vamp Sharon Eversleigh en de muizige Maureen Bullock, die hopeloos verliefd op hem is.
Terwijl Hedges probeert een band op te bouwen met zijn klas moet hij tegelijkertijd zijn plaats veroveren in het sterk verouderde lerarenkorps van Fenn Street. De school wordt in feite geleid door de alom aanwezige Miss Doris Ewell; de steun en toeverlaat van het onbekwame schoolhoofd, Morris Cromwell. De staf bestaat verder uit de seniele ‘Smitty’, die regelmatig voor de klas in slaap valt, en de steun en toeverlaat van Hedges, de scheikundeleraar Mr. Price. Price komt uit Wales en kan driftig uitvallen naar de leerlingen die hij beschouwt als een bedreiging voor zijn bestaan. De school heeft ook veel te stellen met de conciërge Potter. De laatste is aardig tegen Miss Ewell en Cromwell, maar tiranniek tegen iedereen die ‘lager in de rangorde staat’.
Potter heeft nog in de Tweede Wereldoorlog gevochten en mag daar graag over opscheppen.
De serie gaat uitgebreid in op de pogingen van Hedges om niet zijn enthousiasme als leraar te verliezen, iets wat minder makkelijk is dan het lijkt. Als Hedges zich bijvoorbeeld de kritiek van zijn leerlingen op zijn kleding aantrekt en een hippe outfit aanschaft, wordt hij door Doris Ewell naar huis gestuurd. In een andere aflevering ontdekt Hedges dat Frankie Abbott geen idee heeft hoe de menselijke voortplanting is geregeld en besteedt hij een uur aan de uitleg. Uiteindelijk komt hij tot de conclusie dat Abbott nog altijd denkt dat de navel het belangrijkste voortplantingsorgaan is. Zijn pogingen om de klas wat creativiteit bij te brengen leiden ertoe dat hij de klas dwingt om een schilderij in te leveren. Sharon schildert zichzelf vervolgens naakt en veroorzaakt een schandaal voor Hedges.

## Spin-off
Nadat 5C uiteindelijk was afgestudeerd en de school verliet, werden enkele leerlingen gevolgd in de spin-offserie The Fenn Street Gang. Deze serie liep van 1971 tot 1973.

## Rolverdeling
| Acteur         | Personage         |
| -------------- | ----------------- |
| John Alderton  | Bernard Hedges    |
| Deryck Guyler  | Norman Potter     |
| Noel Howlett   | Mr. Cromwell      |
| Joan Sanderson | Doris Ewell       |
| Richard Davies | Mr. Price         |
| Erik Chitty    | Mr. Smith         |
| David Barry    | Frankie Abbott    |
| Peter Denyer   | Dennis Dunstable  |
| Liz Gebhardt   | Maureen Bullock   |
| Malcolm McFee  | Peter Craven      |
| Penny Spencer  | Sharon Eversleigh |
| Peter Cleall   | Eric Duffy        |